# 吉都線
吉都線（日语：／ Kitto sen */?）是一條隸屬於日本九州旅客鐵道（JR九州）的鐵路路線，鹿兒島縣姶良郡湧水町的吉松站出發，終站為宮崎縣都城市的都城車站。路線屬於地方交通線等級。 其中肥薩線八代站 - 吉松站區間與吉都線吉松車站 - 都城車站區間合稱為蝦野高原線。
路線繞經霧島山東北側區域，沿途經過宮崎縣西部的蝦野市、小林市等聚落，最後到達南部的都城市與宮崎市。以前日豐本線都城 - 隼人間尚未通車時，都城 - 吉松間是被稱為日豐本線而非都城線。雖然是地方交通線，但是1974年至1980年博多 - 宮崎間開行的特急「大淀」（おおよど），1959年至2000年熊本 - 宮崎間開行的急行「蝦野」（えびの）（當初是準急）皆經由肥薩線和吉都線，是中九州與南九州交通運輸的主要通道。

## 路線資料
- 管轄（事業類別）：九州旅客鐵道（第一種鐵道事業者）
- 路線距離（營業距離）：61.6公里
- 軌距：1067毫米
- 站數：17個（包括起終點站）
  - 若只限屬於吉都線的車站，排除起終點站（吉松站屬於肥薩線，都城站屬於日豐本線[1]）則為15個。
- 複線路段：沒有（全線單線）
- 電氣化路段：沒有（全線非電氣化（日语：非電化））
- 閉塞方式：特殊自動閉塞式（電子符號照查式）

全線由鹿兒島支社管轄。

## 運行狀況
目前沒有高級列車行駛，全線均是普通車，僅在部分清晨的班次有車掌，其餘大多數班次皆實施一人控制。全部的班次行駛整個吉都線區間，部分列車經由日豐本線開往宮崎或經由肥薩線開往隼人、鹿兒島中央。
目前使用車輛為Kiha40系柴聯車。

## 歷史
1912年由鹿兒島本線上的吉松車站分歧出，當時稱為宮崎線，通往小林町車站（現在的小林車站），隔年即延伸至都城車站。之後再由都城站延伸往宮崎、重岡方向，並與來自小倉的豐州本線連結，整條線路（小倉 - 都城 - 小林 - 吉松）改稱為日豐本線。1932年都城 - 隼人間通車後併入日豐本線的一段，原日豐本線都城 - 吉松區間分離出並更名為吉都線。
- 1912年（大正元年）10月1日 【通車】宮崎線 吉松 - 小林町 【新設車站】京町、加久藤、飯野、小林町
- 1913年（大正2年）
  - 5月11日 【延伸通車】小林町 - 谷頭 【新設車站】高原、高崎新田、谷頭
  - 10月8日 【延伸通車】谷頭 - 都城【新設車站】都城
- 1916年（大正5年）10月25日 宮崎線 吉松 - 宮崎間 全通
- 1917年（大正6年）9月21日 【改稱線名】宮崎本線
- 1923年（大正12年）12月15日 【改稱線名】日豐本線（小倉 - 吉松間全線通車）
- 1929年（昭和4年）2月1日 【新設車站】西小林
- 1932年（昭和7年）12月6日 【路線分離】吉都線 都城 - 吉松（因應現在的日豐本線都城 - 隼人間通車）
- 1947年（昭和22年）3月1日 【新設車站】萬塚、日向前田
- 1951年（昭和26年）3月1日 【改稱車站名】小林町→小林
- 1952年（昭和27年）4月15日 【新設車站】日向庄內
- 1957年（昭和32年）7月5日 【新設車站】上江
- 1958年（昭和33年）2月1日 【新設車站】鶴丸
- 1959年（昭和34年）5月1日 準急「蝦野」（えびの）（熊本 - 宮崎）開始行駛
- 1961年（昭和36年）10月1日 【新設車站】廣原
- 1962年（昭和37年）2月15日 準急「韓國」（からくに）（出水 - 宮崎、經由山野線）開始行駛
- 1963年（昭和38年）12月1日 【新設車站】東高崎
- 1966年（昭和41年）3月5日 準急「蝦野」「韓國」升級為急行
- 1974年（昭和49年）4月25日 特急「大淀」（おおよど）（博多 - 宮崎）開始行駛
- 1980年（昭和55年）10月1日 特急「大淀」廢止
- 1987年（昭和62年）4月1日【廢止貨物業務】全線 【繼承】九州旅客鐵道
- 1990年（平成2年）11月1日 【改稱車站名】飯野→蝦野飯野、上江→蝦野上江、加久藤→蝦野、京町→京町温泉
- 1993年（平成5年）10月1日 實施一人控制
- 2000年（平成12年）3月11日 急行「蝦野」廢止
- 2009年（平成21年）3月7日 更新第二長江川橋梁
- 2022年3月31日：為改善不斷出現赤字營業額（2021年度吉都線錄得了3億4000萬日圓赤字），JR九州委任了宮崎縣出身、曾擔任宮崎放送播音員的YouTuber田代剛（英语：田代剛）為宣傳大使，推廣吉都線及日南線鐵路行[2]

## 車站列表
- 所有列車都是普通列車（停靠所有車站）
- 軌道（全線單線） … ◇、∨、∧：可列車交會，｜：不可列車交會

| 中文站名 | 日文站名 | 英文站名 | 站間營業距離 | 累計營業距離 | 接續路線                                   | 軌道 | 所在地                | 所在地                |
| -------- | -------- | -------- | ------------ | ------------ | ------------------------------------------ | ---- | --------------------- | --------------------- |
| 吉松     |          |          | -            | 0.0          | 九州旅客鐵道：肥薩線（直通往隼人方向直通） | ∨    | 鹿兒島縣 姶良郡湧水町 | 鹿兒島縣 姶良郡湧水町 |
| 鶴丸     |          |          | 2.6          | 2.6          |                                            | ｜   | 鹿兒島縣 姶良郡湧水町 | 鹿兒島縣 姶良郡湧水町 |
| 京町溫泉 |          |          | 2.4          | 5.0          |                                            | ◇    | 宮崎縣                | 蝦野市                |
| 蝦野     |          |          | 4.6          | 9.6          |                                            | ◇    | 宮崎縣                | 蝦野市                |
| 蝦野上江 |          |          | 3.4          | 13.0         |                                            | ｜   | 宮崎縣                | 蝦野市                |
| 蝦野飯野 |          |          | 2.0          | 15.0         |                                            | ◇    | 宮崎縣                | 蝦野市                |
| 西小林   |          |          | 5.6          | 20.6         |                                            | ｜   | 宮崎縣                | 小林市                |
| 小林     |          |          | 6.2          | 26.8         |                                            | ◇    | 宮崎縣                | 小林市                |
| 廣原     |          |          | 4.0          | 30.8         |                                            | ｜   | 宮崎縣                | 西諸縣郡 高原町       |
| 高原     |          |          | 4.0          | 34.8         |                                            | ◇    | 宮崎縣                | 西諸縣郡 高原町       |
| 日向前田 |          |          | 4.6          | 39.4         |                                            | ｜   | 宮崎縣                | 都城市                |
| 高崎新田 |          |          | 4.4          | 43.8         |                                            | ◇    | 宮崎縣                | 都城市                |
| 東高崎   |          |          | 4.3          | 48.1         |                                            | ｜   | 宮崎縣                | 都城市                |
| 萬塚     |          |          | 2.9          | 51.0         |                                            | ｜   | 宮崎縣                | 都城市                |
| 谷頭     |          |          | 3.5          | 54.5         |                                            | ◇    | 宮崎縣                | 都城市                |
| 日向內   |          |          | 3.0          | 57.5         |                                            | ｜   | 宮崎縣                | 都城市                |
| 都城     |          |          | 4.1          | 61.6         | 九州旅客鐵道：日豐本線                     | ∧    | 宮崎縣                | 都城市                |